# Синёв, Сергей Юрьевич
Сергей Юрьевич Синёв (род. 3 сентября 1956, Ленинград) — российский энтомолог, заведующий лабораторией систематики насекомых, заместитель директора Зоологического института РАН, врио директора Зоологического института в 2018—2019 гг., доктор биологических наук.

## Биография
Родился 3 сентября 1956 года в г. Ленинград.
В 1992 году защитил докторскую диссертацию по теме «Система и филогения узкокрылых молей (Lepidoptera, Momphidae S.L.)» минуя кандидатскую степень.
В октябре 2018 года назначен врио директора Зоологического института РАН. С 31 декабря 2019 г. — заместитель директора Зоологического института РАН.

## Научные труды
Открыл и описал несколько десятков новых для науки видов бабочек. Автор более 270 научных публикаций и книг.

### Книги
- Koster J.C., Sinev S.Yu. Momphidae, Batrachedridae, Stathmopodidae, Agonoxenidae, Cosmopterigidae, Chrysopeleiidae. In: Microlepidoptera of Europe. Vol. 5. — Stenstrup: Apollo Books, 2003. 387 pp.
- Синев С. Ю. (ред.). Каталог чешуекрылых (Lepidoptera) России. — СПб.; М.: Товарищество научных изданий КМК, 2008. 424 c.
- Синев С. Ю. Каталог серых молей (Lepidoptera: Blastobasidae) мировой фауны. — СПб.: ЗИН РАН, 2014. 108 с.
- Синев С. Ю. Каталог пестроногих молей (Lepidoptera: Stathmopodidae) мировой фауны. — СПб.: ЗИН РАН, 2015. 84 с.
- Аникин В. В., Барышникова С. В., Беляев Е. А., Дубатолов В. В., Ефетов К. А., Золотухин В. В., Ковтунович В. Н., Козлов М. В., Кононенко В. С., Львовский А. Л., Недошивина С. В., Пономаренко М. Г., Синев С. Ю., Стрельцов А. Н., Устюжанин П. Я., Чистяков Ю. А., Яковлев Р. В. Аннотированный каталог насекомых Дальнего Востока России. Т. 2. Lepidoptera — Чешуекрылые. — Владивосток: Дальнаука, 2016. 812 с.

### Статьи
- Синев С. Ю. Обзор чешуекрылых рода Pancalia Stephens (Lepidoptera, Cosmopterigidae) фауны СССР // Энтомологическое обозрение. 1985. Т. 64, вып.4. С. 804—822
- Синев С. Ю. Сем. Phycitidae — узкокрылые огневки // Определитель насекомых европейской части СССР, 4(3). Ленинград: Наука, 1986. С. 251—340.
- Синев С. Ю. Адаптивная радиация и способы видообразования у кипрейных узкокрылых молей (Lepidoptera, Momphidae) // Труды Зоологического института АН СССР. 1989. Т. 202. С. 106—133.
- Козлов М. В., Синев С. Ю., Зерова М. Д., Дьякончук Л. А. Чешуекрылые-галлообразователи // Насекомые-галлообразователи культурных и дикорастущих растений европейской части СССР. — Киев: Наукова думка, 1991. С. 211—264.
- Синев С. Ю. Сем. Cosmopterigidae — роскошные узкокрылые моли // Определитель насекомых Дальнего Востока России. Т. 5. Ручейники и чешуекрылые. Ч. 2. — Владивосток: Дальнаука, 1999. С. 257—286.
- Синев С. Ю. Сем. Phycitidae // Насекомые и клещи — вредители сельскохозяйственных культур, 3(2). — СПб.: Наука, 1999. С. 127—157.
- Синев С. Ю. Сем. Scythrididae — мрачные моли // Определитель насекомых Дальнего Востока России. Т. 5. Ручейники и чешуекрылые. Ч. 3. — Владивосток: Дальнаука, 2001. С. 473—487.
- Karsholt O., Sinev S.Yu. Contribution to the Lepidoptera fauna of the Madeira Islands. Part 4. Blastobasidae // Beitrage zur Entomologie. 2004. Bd. 54, Hf. 2. S. 387—463.
- Sinev S.Yu. The Lepidoptera of the Brandberg Massif in Namibia. Part 1: Agonoxenidae, Batrachedridae, Blastobasidae, Chrysopeleiidae, Cosmopterigidae, and Stathmopodidae // Esperiana. 2004. Mem. 1. P. 107—130.
- Nupponen K., Sinev S.Yu. Three new species of Scythrididae from the northern Tien-Shan Mountains (Lepidoptera: Scythrididae) // Entomologica Fennica. 2011. Vol. 22, no. 4. P. 121—128.
- Li H., Zhang Zh., Sinev S.Yu. Review of the genus Scaeosopha Meyrick, 1914 (Lepidoptera, Cosmopterigidae, Scaeosophinae) in the world, with descriptions of sixteen new species // Zootaxa. 2012. Nr. 3322. P. 1-34.
- Синев С. Ю., Шаповал А. П. К фауне молевидных чешуекрылых (Lepidoptera) Национального парка «Куршская Коса». 1 // Энтомологическое обозрение. 2013. Т. 92, вып. 4. С. 802—822.
- Ben-Yakir D., Chen M., Sinev S.Yu., Seplyarsky V. Chilo partellus (Swinhoe) (Lepidoptera: Pyralidae) a new invasive species in Israel // Journal of Applied Entomology. 2013. Vol. 137, iss. 5. P. 398—400.
- Wang S., Guan W., Sinev S.Yu. Taxonomic study of the genus Atkinsonia Stainton, 1859 (Lepidoptera, Stathmopodidae) in China, with descriptions of two new species // Zootaxa. 2016. Nr. 4208 (1). P. 46-60.
- Sinev S.Yu., Baryshnikova S.V., Lvovsky A.L., Anikin V.V., Zolotuhin V.V. Volga-Ural Microlepidoptera described by E. Eversmann. In: Zolotukhin V.V., Sachkov S.A., Anikin V.V. «Fauna Lepidopterologica Volgo-Uralensis»: from Peter Simon Pallas to present days // Proceedings of the Museum Witt Munich. 2017. Vol. 7. P. 374—379.
- Sinev S.Yu., Anikin V.V., Zolotuhin V.V. Volga-Ural Pyraloidea and Pterophoridae described by E. Eversmann. In: Zolotukhin V.V., Sachkov S.A., Anikin V.V. «Fauna Lepidopterologica Volgo-Uralensis»: from Peter Simon Pallas to present days // Proceedings of the Museum Witt Munich. 2017. Vol. 7. P. 380—386.

## Признание
Источник.
- Научный руководитель Санкт-Петербургской энтомотаксономической школы
- Член Президиума Русского (Всесоюзного) энтомологического общества
- Член Европейского (Societas Europaea Lepidopterologica) и Испано-латиноамериканского (Sociedad Hispano-Luso-Americana de Lepidopterologia) лепидоптерологических обществ
- Ответственный редактор серий «Фауна России и сопредельных стран» и «Определители по фауне России, издаваемые Зоологическим институтом РАН»
- Главный редактор периодического издания Русского энтомологического общества «Чтения памяти Н. А. Холодковского»
- Член редколлегии серии «Microlepidoptera of Europe» (Brill Academic Press, Netherlands)
- Член редколлегий журналов «Энтомологическое обозрение», «Труды Зоологического института РАН», «Zoosystematica Rossica», «Амурский зоологический журнал», «Евразиатский энтомологический журнал»
- Член Диссертационных советов при Зоологическом институте РАН и при Всероссийском научно-исследовательском институте защиты растений по специальности энтомология
- Член Ученого совета Зоологического института РАН
- Федеральный эксперт научно-технической сферы, эксперт РАН и ФАНО

### Таксоны, названные в честь Синёва
- Sineviana Traugott-Olsen, 1995 (Elachistidae)[5]
- Scythris sinevi K.Nupponen, 2003 (Scythrididae)[6]
- Ectoedemia sinevi Puplesis, 1984 (Nepticulidae)[7]
- Scaeosopha sinevi Ponomarenko & K.T. Park, 1997 (Cosmopterigidae)[8]
- Metachrostis sinevi Kononenko & Matov, 2009 (Noctuidae)[9]
- Nemophora sinevi Kozlov, 1997 (Adelidae)[10]
- Miyakea sinevi Schouten, 1992 (Crambidae)[11]
- Opostegoides sinevi Kozlov, 1985 (Opostegidae)[12]
- Pediasia sinevi Shodotova & L.V. Bolshakov, 2009 (Crambidae)[13]
- Mirocossus sinevi R.V. Yakovlev, 2011 (Cossidae)[14]
- Promalactis sinevi Lvovsky, 1986 (Oecophoridae)[15]
- Chrysartona sinevi Efetov, 2006 (Zygaenidae)[16]
- Haplochrois sinevi Baldizzone, 1993 (Zygaenidae)[17]
- Aleiodes sinevi Belokobylskij, 2000 (Hymenoptera, Braconidae)[18]
- Chelonus (Microchelonus) sinevi (Tobias, 2000) (Hymenoptera, Braconidae)[19]
- Thrypticus sinevi Grichanov, 1998 (Diptera, Dolichopodidae)
- Platypalpus sinevi Kustov, 2015 (Diptera, Hybotidae)[20]